# Зоил
Зои́л (др.-греч. Ζωίλος) — оратор, греческий философ (киник), литературный критик IV века до н. э., родом из Амфиполя, что во Фракии, откуда один из его эпитетов: «фракийский раб». Со времени римских поэтов века Августа, Зоил — нарицательное имя критика завистливого, язвительного и мелочного.

## Характер и внешность
Интересные сведения сохранились у римского писателя I—II веков Клавдия Элиана:
Зоил из Амфиполя, тот, кто писал против Гомера, Платона и других, был учеником Поликрата. А этот Поликрат был автором сочинения, направленного против Сократа. Зоила прозвали риторическим псом. Выглядел он вот как: ходил с окладистой бородой, наголо стриг голову и носил короткий до колен гиматий. Зоил всегда злословил о людях, только и делал, что наживал себе врагов и был удивительно придирчив. Однажды кто-то из философов спросил его, почему он всех хулит. «Потому, — был ответ, — что не могу, как мне того хочется, причинить им зло».
(Пёстрые рассказы, книга 11, 10)

## Зоил — критик Гомера
За насмешки и издевательство над Гомером Зоил был прозван «Бичом Гомера» (Ὁμηρομάστιξ); называли его также «собакой красноречия». Насколько можно судить по уцелевшим, довольно многочисленным его, критическим замечаниям, по названиям его сочинений и по суждениям о нём Лонгина и Порфирия, древних знатоков литературы, Зоил принадлежал к числу софистов пытливых, остроумных, но очень мало понимающих в поэзии и вовсе не сообразующихся в оценке древних поэтических произведений с миросозерцанием и вкусами общества, для которого произведения эти первоначально и назначались.
В гневе на ахеян Аполлон мечет свои смертоносные стрелы сначала в мулов и собак (Ил. I, 50); по мнению Зоила — это непристойная напраслина на божество, «ибо чем провинились перед ним мулы и собаки»? При известии о смерти Патрокла, Ахилл предается безмерной скорби и изливается в слезах (Ил. XVIII, 22-35); вслед за Платоном Зоил повторяет, что смерть не следует почитать злом, что слезы и отчаяние — удел женщин; «даже Гекуба, при виде влекомого за колесницей тела Гектора, не проявляет такого исступления, каким Гомер наделяет здесь своего героя».
В изображении Приама, выпрашивающего у Ахилла останки сына, Зоил находил несколько несообразностей: Гермес не провожал Приама до Ахиллова шатра, троянский старец запасся раньше пропуском от Ахилла. Приам и Ахилл не могли говорить так, как они говорят у Гомера; но нелепее всего вмешательство в дело Аполлона, с целью сохранить нетленным труп Гектора (XXIV, 470 сл.).
О Диомеде поэт сообщает, что Афина «пламень ему от щита и шелома зажгла неугасный» (V, 4). «Это верх нелепости, — восклицает Зоил — Что же станется с героем? Он должен тотчас обратиться в пепел». Эти и подобные примеры Зоиловой критики Гомера не более странны, нежели многие замечания Платона против царя поэтов; в том же направлении критиковали гомеровские поэмы Аристотель и александрийские грамматики, предшественником которых был Зоил.
От других критиков того же рода он отличался, вероятно, лишь большей настойчивостью в поиске всевозможных недочетов в Илиаде и Одиссее. Плиний Старший две книги своей «Естественной истории» составил по Зоилу; Лонгин находил весьма остроумным выражение Зоила: «плачущие поросята» о спутниках Одиссея, обращенных Цирцеей в свиней. Обличители Гомера появляются в литературе уже с VII века до н. э.; но они выступали в интересах морали и религиозного спиритуализма, а Зоил — обличитель Гомера во имя здравого смысла.

## Образ Зоила в литературе
Имя «Зоил», как нарицательное имя для обозначения недоброжелательного и язвительного критика, получило широкое распространение в русской литературе XIX века. Например, широко известна эпиграмма Фёдора Тютчева «Пускай от зависти сердца зоилов ноют…». У Пушкина упоминается в поэме «Руслан и Людмила». В повести «Барышня-крестьянка»: «Англоман выносил критику столь же нетерпеливо, как и наши журналисты. Он бесился и прозвал своего зоила медведем провинциялом». Присутствует Зоил также в известной эпиграмме Пушкина:

Охотник до журнальной драки,

Сей усыпительный зоил

Разводит опиум чернил

Слюною бешеной собаки.
1824

Образ Зоила также присутствует и у Г. Р. Державина в оде «Фелица»:
Что будто самым крокодилам,

Твоих всех милостей зоилам,

Всегда склоняешься простить.

В театральной рецензии И. А. Крылова «Примечание на комедию „Смех и горе“» (1793 год) есть такие строки:

Если бы брань безграмотных зоилов определяла падение сочинений, то бы, нимало не раздумывая, поставил я моего автора наряду с двумя или тремя мелочными волокитами Пегаса, которых имени не упоминаю только для того, дабы не разрушить спокойной неизвестности, коею сии добродушные люди наслаждаются в воздаяние за свою авторскую неутомимость. Но меня не предубеждает ни то, ни другое: зоилы не были довольны Расиновою Федрою, ругали Мольерова Тартюфа и Мизантропа…
Позже, в XX веке, Акутагава Рюноскэ использовал имя «Зоил» в фантастическом рассказе «Мензура Зоили». В нём был описан одноимённый прибор для измерения художественной ценности произведений.
В песне советского барда Юлия Кима «О волшебной силе искусства» есть строки «…Дабы сугубо наказать презренного зоила, / В желе́зы руки заковать — дабы хулы не клал».